# Гуджари Лати
Гуджари Лати — загальна назва правителів індійського регіону Лата.

## Дадда I
Дадда I заснував державу По-лу-ка-ча-по у регіоні Лата.

## Дадда II
Дадда II надав притулок одному з переможених ворогів Харші, Дхрувасені II.

## Дадда III
Dadda III — правитель-Гуджара. Він був прихильником Шиви, натомість його пращури поклонялись Сонцю.